# گلنسا در پاریس
گلنسا در پاریس فیلمی به کارگردانی رضا صفایی و نویسندگی حبیب‌الله کسمایی محصول سال ۱۳۵۳ است.

## خلاصه داستان
گلنسا دختر زیبا و جسور کولی است. قبیله گل‌نسا سالهاست که در اراضی اجدادی مسعود خان ساکن هستند.  مسعود خان جوان خوشگذرانی است که با افراد عیاش و ناسالم رفاقت دارد. گلنسا که پنهانی به مسعود خان علاقه دارد به خاطر حسادت به دخترانی که با او دوست هستند بی‌احترامی می‌کند. مسعود خان پیغام میفرستد که قبیله گلنسا باید از املاک او بروند. گلنسا به خانه مسعود خان میرود تا او را منصرف کند. مسعود خان تصمیم میگیرد کولی‌ها را به میهمانی بزرگی که ترتیب داده دعوت کند تا آنها با اجرای برنامه میهمانان را سرگرم کنند. در میهمانی از سمت شرکت مولن موکت قرعه‌کشی انجام می‌شود. گلنسا برنده قرعه‌کشی که جایزه آن یک ماه سفر به پاریس است می‌شود. گلنسا که ابتدا علاقه‌ای به این سفر ندارد هنگامی که باخبر میشود که مسعود به پاریس رفته است از عمویش اجازه می‌گیرد و به همراه نوبر، دربان شرکت مولن موکت به سفر میرود. در پاریس به توصیه یک جوان ایرانی به نام جمشید، گلنسا تصمیم میگیرد تا چهره‌اش را مثل زنهای اروپایی تغییر بدهد تا توجه مسعود که فرد ظاهربینی است جلب کند. گلنسا با ظاهر جدید در مهمانی‌ها ظاهر میشود. مسعود که او را نشناخته به سرعت دلبسته او میشود و تلاش میکند با او آشنا شود. گلنسا خود را میترا، دختر یک ملاک بزرگ و نوبر را به عنوان مباشر پدرش معرفی می‌کند. عموی مسعود به صورت اتفاقی متوجه می‌شود میترا همان گلنسا است که به خاطر علاقه‌ای که به مسعود دارد خود را به این شکل درآورده از گلنسا میخواهد که با مسعود ازدواج کند. گلنسا با ظاهر واقعی خودش با مسعود روبرو می‌شود. مسعود در ابتدا او را تحقیر می‌کند ولی بعد از اینکه گلنسا او را ترک می‌کند میفهمد که گلنسا تنها دختری است که حقیقتا دوست دارد. مسعود به دنبال گلنسا میرود و زندگی خود را با یکدیگر آغاز می‌کنند

## بازیگران
- منوچهر وثوق در نقش مسعود
- پوری بنایی در نقش گلنسا
- علی میری در نقش نوبر
- نرسی گرگیا
- علی زاهدی
- ساغر
- اکبر جنتی شیرازی در نقش عموی گلنسا
- اسماعیل شیرازی
- محمود تهرانی در نقش عموی مسعود
- علی‌اکبر طوفان‌پناه
- چنگیز
- اسکویی
- نواب
- سرمه